# Політика ненасильницьких дій
Політика ненасильницьких дій — тритомна книжка з політології, яку написав Джин Шарп і яку опубліковано 1973 року.

## Список
198 методів ненасильницьких дій (англ. 198 Methods of Nonviolent Action) — список ненасильницьких методів боротьби створений  і опублікований в 1973 році в книзі «Політика ненасильницьких дій». 1994 року список повторно був опублікований як додаток до книги Шарпа «Від диктатури до демократії». Згодом список став розповсюджуватися у світі, ставши практичним посібником для протестувальників в багатьох країнах світу.
Згідно з Джином Шарпом, в людей, які ведуть ненасильницьку боротьбу, є у розпорядженні певний арсенал ненасильницької «зброї». У списку методи розділені на три основні категорії:
1. ненасильницький протест і переконання;
2. відмова від співпраці (соціальної, економічної і політичної);
3. ненасильницьке втручання.

Ці категорії своєю чергою поділяються на підкатегорії. Список вільно розповсюджується в інтернеті як посібник для борців проти диктатур та окупацій у всьому світі.

### Критика
Список традиційно жорстко критикується представниками політичних режимів, які, на думку дослідників, можна назвати диктаторськими або поліціянтами. Відповідні критики заявляють про насильницьку направленість методів, а також про незаконність більшості методів, на їхню думку. Наприклад, в Росії вийшла книга Е. Черепанова «Керівництво з протидії кольоровим революціям» з антитезами до списку Шарпа.